# Hofball-Tänze
Hofball-Tänze ist ein Walzer von Johann Strauss (Sohn) (op. 298). Das Werk wurde am 22. Februar 1865 im Rittersaal der Wiener Hofburg erstmals aufgeführt.

## Einzelnachweis
1. ↑  Quelle: Englische Version des Booklets (Seite 39) in der 52 CDs umfassenden Gesamtausgabe der Orchesterwerke von Johann Strauß (Sohn), Hrsg. Naxos (Label). Das Werk ist als neunter Titel auf der 12. CD zu hören.